# 罗特河畔罗特
罗特河畔罗特（德語：Rot an der Rot，發音：[ˈʁoːt ʔan deːɐ̯ ˈʁoːt]）是德国巴登-符腾堡州蒂宾根行政区比伯拉赫县的市镇，面积63.41平方千米，2023年12月31日人口为4,533人。